# Mark Reynolds (voetballer)
Mark Reynolds (Motherwell, 7 mei 1987) is een Schots betaald voetballer die doorgaans in de verdediging speelt. Hij verruilde Aberdeen in juli 2019 voor Dundee United, dat hem in het voorgaande halfjaar al huurde.

## Carrière
Reynolds debuteerde op 3 mei 2006 in het betaald voetbal in het shirt van Motherwell, waar hij ook de jeugdopleiding doorliep. Hij speelde die dag tachtig minuten als linker centrale verdediger uit bij Livingston (0-1 winst). In het seizoen 2009/10 werd hij reserve-aanvoerder van Motherwell, na Stephen Craigan. Begin 2011 transfereerde hij naar Sheffield Wednesday. Daar speelde hij tot 2013. In 2013 vertrok hij naar Aberdeen.

## Cluboverzicht
| Seizoen | Club                | Competitie              | Wedstrijden | Doelpunten |
| ------- | ------------------- | ----------------------- | ----------- | ---------- |
| 2005/06 | Motherwell          | Scottish Premier League | 1           | 0          |
| 2006/07 | Motherwell          | Scottish Premier League | 35          | 2          |
| 2007/08 | Motherwell          | Scottish Premier League | 38          | 0          |
| 2008/09 | Motherwell          | Scottish Premier League | 36          | 0          |
| 2009/10 | Motherwell          | Scottish Premier League | 37          | 4          |
| 2010/11 | Motherwell          | Scottish Premier League | 19          | 0          |
| 2010/11 | Sheffield Wednesday | League One              | 7           | 0          |
| 2011/12 | Sheffield Wednesday | League One              | 3           | 0          |
| 2011/12 | → Aberdeen          | Scottish Premier League | 16          | 0          |
| 2012/13 | → Aberdeen          | Scottish Premier League | 21          | 1          |
| 2012/13 | Aberdeen            | Scottish Premier League | 14          | 0          |
| 2013/14 | Aberdeen            | Scottish Premier League | 37          | 2          |
| 2014/15 | Aberdeen            | Scottish Premier League | 37          | 2          |
| 2015/16 | Aberdeen            | Scottish Premier League | 22          | 0          |
| 2016/17 | Aberdeen            | Scottish Premier League | 26          | 0          |
| 2017/18 | Aberdeen            | Scottish Premier League | 13          | 1          |
| 2018/19 | Aberdeen            | Scottish Premier League | 0           | 0          |
| 2018/19 | → Dundee United     | Scottish Championship   | 12          | 0          |

## Interlandcarrière
Reynolds vertegenwoordigde zijn vaderland acht keer in het shirt van Schotland –21. Eerder kwam hij vijf wedstrijden uit voor Schotland –20, waarmee hij in juni en juli 2007 deelnam aan het Wereldkampioenschap voetbal onder 20. Met de Schotse ploeg tot 19 jaar won Reynolds eerder zilver op het Europees kampioenschap voetbal –19 van 2006.